# Glashütten, Hessen
Glashütten är en kommun och ort i Hochtaunuskreis i Regierungsbezirk Darmstadt i förbundslandet Hessen i Tyskland.